# Palier lisse
 (décembre 2014).
Si vous disposez d'ouvrages ou d'articles de référence ou si vous connaissez des sites web de qualité traitant du thème abordé ici, merci de compléter l'article en donnant les références utiles à sa vérifiabilité et en les liant à la section « Notes et références ».
Un palier lisse assure le guidage en rotation par glissement. Il est dépourvu d'éléments interposés, contrairement au roulement, dont le guidage est assuré par un ou plusieurs éléments roulants. Le terme anglais bearing désigne les deux types donc la confusion n'est pas rare dans les documents traduits.

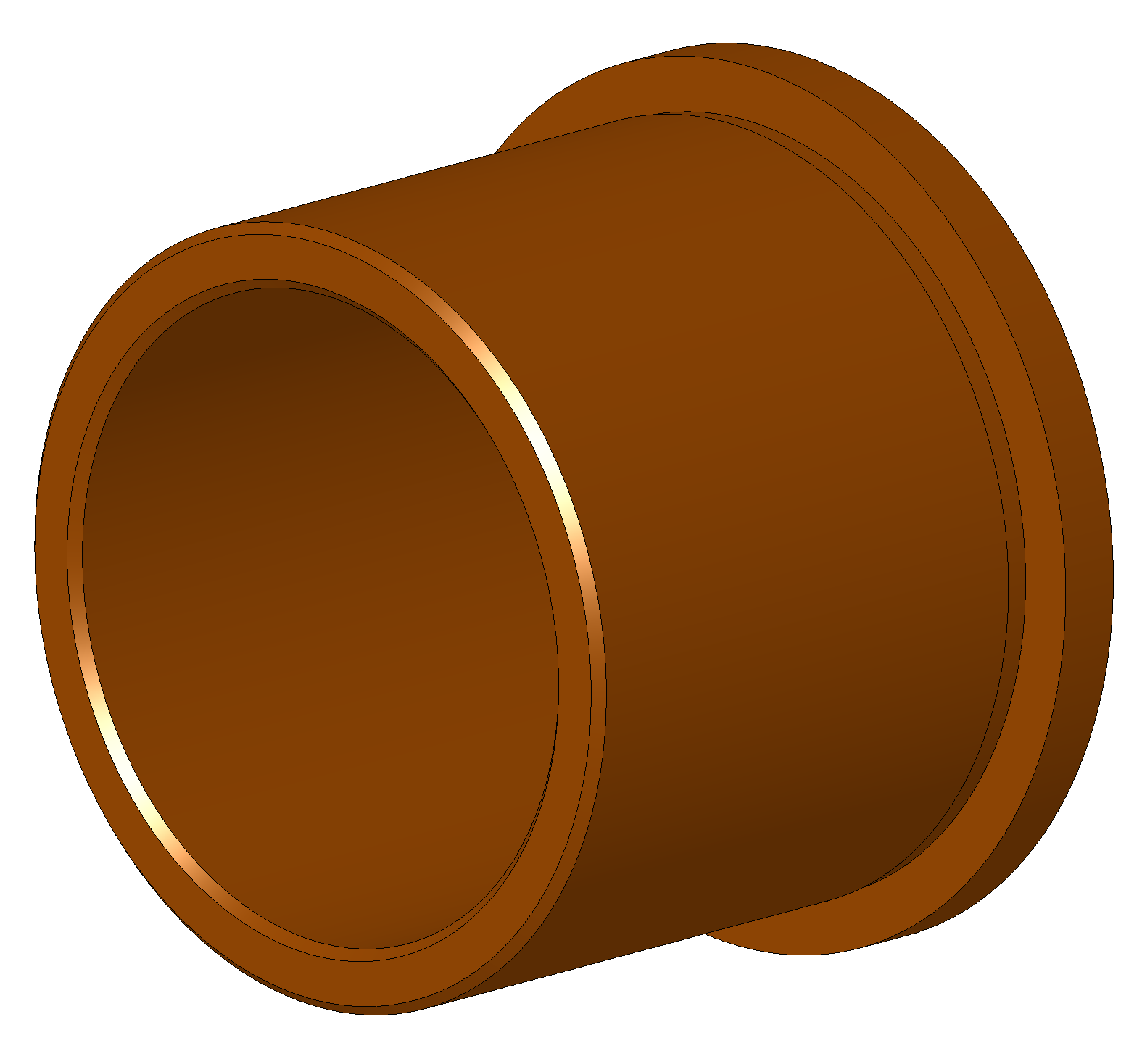
Exemple de palier lisse.

## Description
Surface d'un arbre ou dans un alésage, ou pièce intercalée entre eux, permettant un glissement relatif l'un par rapport à l'autre avec un minimum d'usure et de frottement.

## Modélisation
Utilisation de l'équation de Reynolds (1886).
En statique et sous l'hypothèse du régime hydrodynamiquement établi, l'équation de Reynolds permettant d'obtenir le champ de pression créé par l'huile s'écrit:
{\displaystyle {\frac {\partial }{\partial x}}\left({h^{3}{\frac {\partial p}{\partial x}}}\right)+{\frac {\partial }{\partial y}}\left({h^{3}{\frac {\partial p}{\partial y}}}\right)=6\mu \omega R{\frac {\partial h}{\partial x}}}